# Astream
Astream to szwedzki zespół punkrockowy. Koncertowali z Motörhead oraz Misfits. Grali też na kanadyjskim Warped Tour.

## Dyskografia
- Marvellous Tomorrow EP
- Woodfish
- Jumps, Giggles And Shouts
- Punkrock Rendezvous EP
- Good Times / Bad Times